# Lamaids
Lamaids est une commune française, située dans le département de l'Allier en région Auvergne-Rhône-Alpes.

## Géographie

### Localisation
La commune se trouve dans la région naturelle de la Châtaigneraie bourbonnaise. Lamaids est située à l'ouest du département de l'Allier, à la frontière avec le département de la Creuse, sur un axe routier européen (Route Centre-Europe Atlantique ou RCEA).
Quatre communes sont limitrophes :
|                  | Saint-Martinien  |             |
|                  | Lamaids          | Quinssaines |
| Nouhant (Creuse) | Viersat (Creuse) |             |

### Transports
Le territoire communal est traversé par la route nationale 145, axe d'intérêt européen (E62). La mise à deux fois deux voies progressive de la RCEA en 2007, au sud du tracé historique de cette route, a permis de retrouver une attractivité perdue par le trafic incessant de poids lourds. L'ancien tracé est déclassé dans la voirie départementale (D 745).
Un échangeur dessert le village (no 41). C'est de là que débute la D 40, permettant aussi de desservir Huriel. Le territoire communal est également desservi par les routes départementales 150, en direction de Viersat (prolongée en D 41 dans la Creuse) et 450 en direction du hameau de l'Âge, à l'ouest de Saint-Martinien.

### Climat
Pour des articles plus généraux, voir Climat d'Auvergne-Rhône-Alpes et Climat de l'Allier.
En 2010, le climat de la commune est de type climat océanique dégradé des plaines du Centre et du Nord, selon une étude du CNRS s'appuyant sur une série de données couvrant la période 1971-2000. En 2020, Météo-France publie une typologie des climats de la France métropolitaine dans laquelle la commune est exposée à un climat de montagne ou de marges de montagne et est dans la région climatique Ouest et nord-ouest du Massif Central, caractérisée par une pluviométrie annuelle de 900 à 1 500 mm, maximale en automne et en hiver.
Pour la période 1971-2000, la température annuelle moyenne est de 10 °C, avec une amplitude thermique annuelle de 15,1 °C. Le cumul annuel moyen de précipitations est de 894 mm, avec 12 jours de précipitations en janvier et 7,7 jours en juillet. Pour la période 1991-2020, la température moyenne annuelle observée sur la station météorologique de Météo-France la plus proche, sur la commune de Montluçon à 14 km à vol d'oiseau, est de 12,0 °C et le cumul annuel moyen de précipitations est de 637,1 mm,. Pour l'avenir, les paramètres climatiques de la commune estimés pour 2050 selon différents scénarios d'émission de gaz à effet de serre sont consultables sur un site dédié publié par Météo-France en novembre 2022.

## Urbanisme

### Typologie
Au 1er janvier 2024, Lamaids est catégorisée commune rurale à habitat dispersé, selon la nouvelle grille communale de densité à 7 niveaux définie par l'Insee en 2022.
Elle est située hors unité urbaine. Par ailleurs la commune fait partie de l'aire d'attraction de Montluçon, dont elle est une commune de la couronne,. Cette aire, qui regroupe 58 communes, est catégorisée dans les aires de 50 000 à moins de 200 000 habitants,.

### Occupation des sols

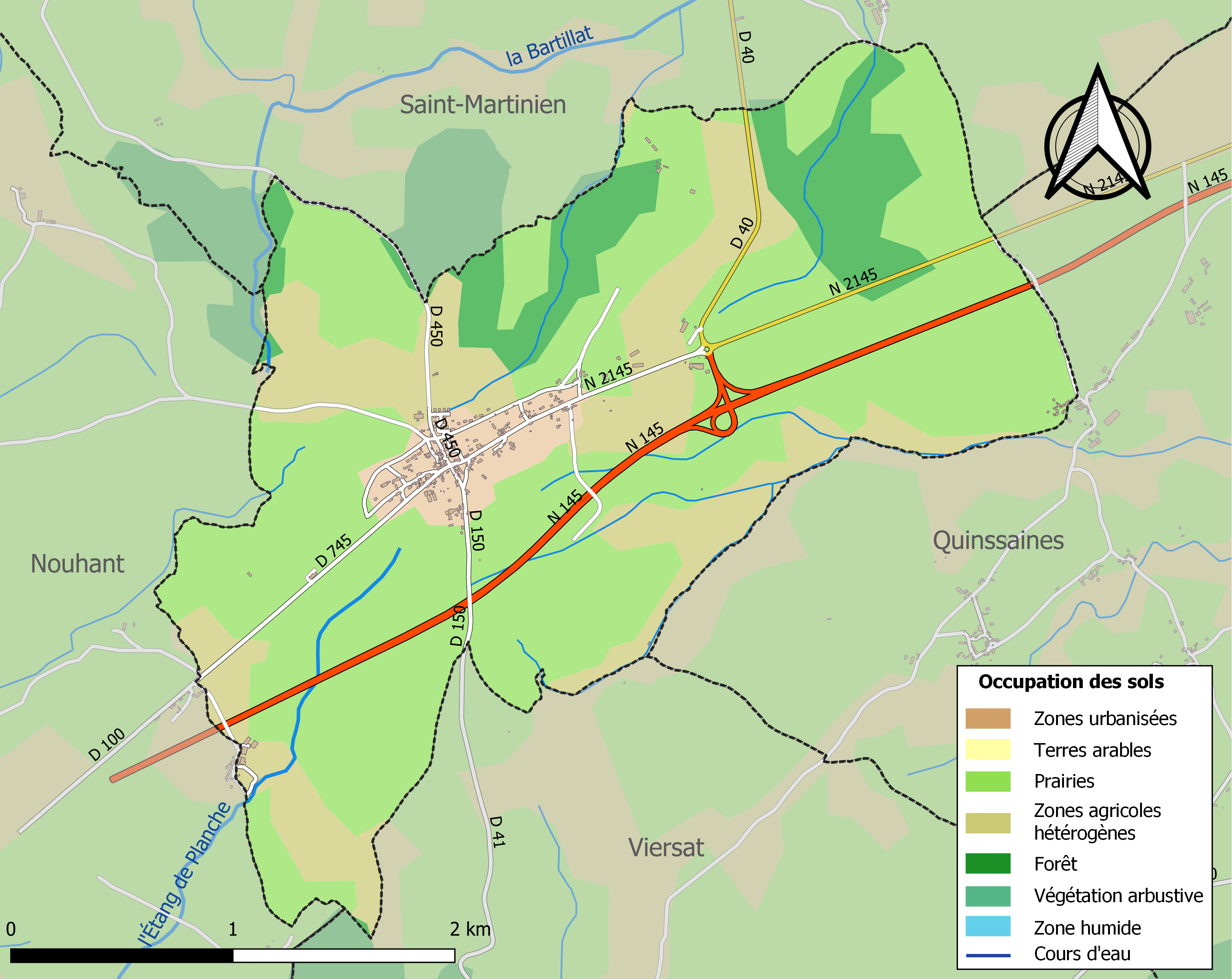
Carte des infrastructures et de l'occupation des sols de la commune en 2018 (CLC).

L'occupation des sols de la commune, telle qu'elle ressort de la base de données européenne d’occupation biophysique des sols Corine Land Cover (CLC), est marquée par l'importance des territoires agricoles (85,2 % en 2018), une proportion identique à celle de 1990 (85,2 %). La répartition détaillée en 2018 est la suivante : prairies (63,5 %), zones agricoles hétérogènes (21,7 %), forêts (10,4 %), zones urbanisées (4,4 %).
L'IGN met par ailleurs à disposition un outil en ligne permettant de comparer l'évolution dans le temps de l’occupation des sols de la commune (ou de territoires à des échelles différentes). Plusieurs époques sont accessibles sous forme de cartes ou photos aériennes : la carte de Cassini (XVIIIe siècle), la carte d'état-major (1820-1866) et la période actuelle (1950 à aujourd'hui).

## Histoire

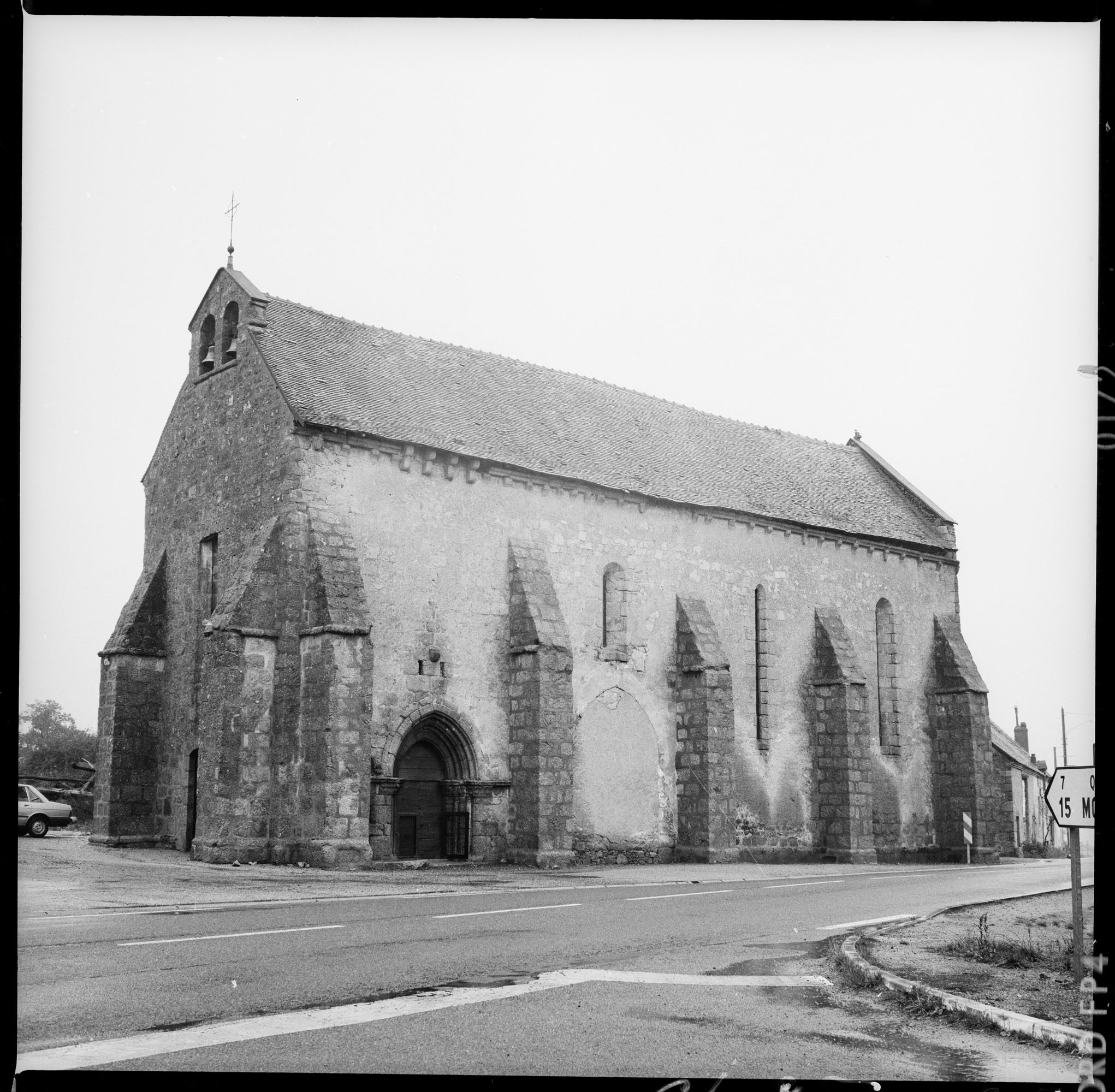
L'église Saint-Jean-Baptiste (vers 1930).

### Les Templiers et les Hospitaliers
Lamaids est une ancienne maison de l'ordre du Temple qui faisait partie de la province templière d'Auvergne. Après la dévolution de leurs biens aux Hospitaliers de l'ordre de Saint-Jean de Jérusalem, Lamaids conserve son statut de commanderie au sein du grand prieuré d'Auvergne puis devient ensuite membre de la commanderie de Lavaufranche.

## Politique et administration
| Période                                  | Période                   | Identité        | Étiquette | Qualité                                                          |
| ---------------------------------------- | ------------------------- | --------------- | --------- | ---------------------------------------------------------------- |
| Les données manquantes sont à compléter. |                           |                 |           |                                                                  |
| mars 2001                                | mai 2020                  | Noël Meunier    |           | Retraité EDF                                                     |
| mai 2020                                 | En cours (au 5 juin 2020) | Fabien Thavenot |           | Agent à la Direction interdépartementale des Routes Centre-Ouest |

## Population et société

### Démographie
L'évolution du nombre d'habitants est connue à travers les recensements de la population effectués dans la commune depuis 1793. Pour les communes de moins de 10 000 habitants, une enquête de recensement portant sur toute la population est réalisée tous les cinq ans, les populations de référence des années intermédiaires étant quant à elles estimées par interpolation ou extrapolation. Pour la commune, le premier recensement exhaustif entrant dans le cadre du nouveau dispositif a été réalisé en 2006.

En 2022, la commune comptait 206 habitants, en évolution de −5,5 % par rapport à 2016 (Allier : −1,38 %, France hors Mayotte : +2,11 %).
| 1793 | 1800 | 1806 | 1821 | 1831 | 1836 | 1841 | 1846 | 1851 |
| ---- | ---- | ---- | ---- | ---- | ---- | ---- | ---- | ---- |
| 196  | 158  | 226  | 256  | 270  | 270  | 280  | 359  | 389  |

| 1856 | 1861 | 1866 | 1872 | 1876 | 1881 | 1886 | 1891 | 1896 |
| ---- | ---- | ---- | ---- | ---- | ---- | ---- | ---- | ---- |
| 369  | 325  | 326  | 313  | 314  | 337  | 426  | 423  | 446  |

| 1901 | 1906 | 1911 | 1921 | 1926 | 1931 | 1936 | 1946 | 1954 |
| ---- | ---- | ---- | ---- | ---- | ---- | ---- | ---- | ---- |
| 350  | 346  | 347  | 302  | 281  | 268  | 232  | 216  | 232  |

| 1962 | 1968 | 1975 | 1982 | 1990 | 1999 | 2006 | 2011 | 2016 |
| ---- | ---- | ---- | ---- | ---- | ---- | ---- | ---- | ---- |
| 184  | 184  | 166  | 145  | 134  | 136  | 140  | 190  | 218  |

| 2021 | 2022 | - | - | - | - | - | - | - |
| ---- | ---- | - | - | - | - | - | - | - |
| 216  | 206  | - | - | - | - | - | - | - |

### Enseignement
Lamaids dépend de l'académie de Clermont-Ferrand.
La commune forme un regroupement pédagogique avec Quinssaines et Saint-Martinien et y adhère depuis 2003. Les élèves suivent leur scolarité à l'école élémentaire de Quinssaines.
Ils poursuivent leur scolarité au collège d'Huriel puis dans les lycées de Montluçon.

## Culture locale et patrimoine

### Lieux et monuments
- Église Saint-Jean-Baptiste du XIIIe siècle[25], d'architecture massive et templière.
- Pierre des Templiers sur la place de l'Église.

### Héraldique
| Blason de Lamaids | Blason  | De gueules au chevron d’azur bordé d’or, accompagné en chef à dextre d’une croix de Malte d’argent et à senstre d’une tête de cheval coupée du même et en pointe d’un clocher du lieu d’or campané de deux pièces de sable mouvant de la pointe. |
| Blason de Lamaids | Détails | Différences entre dessin et blasonnement : chevron non bordé. Le statut officiel du blason reste à déterminer. |